# Superior Gobierno de México
Superior Gobierno es la denominación que se daba en la Recopilación de Leyes de Indias y en los documentos oficiales al gobierno político de la Ciudad de México (presentes en el AGN, sección virreyes) durante el período de la monarquía y que era ejercido en gran parte de la América Central y del Norte.
Posteriormente a la separación política de la República Mexicana de España, el gobierno de la Ciudad de México de denominó a sí mismo como Supremo Gobierno, adjetivo que era una natural continuación del que ostentaba mientras fue asiento del Reino y del virrey, y que perduraría hasta fines del siglo XIX; aún hoy día, dicho título sobrevive en repúblicas cómo Perú, en América del Sur.

## Competencias del Superior Gobierno
Originalmente, el Superior Gobierno surgió con el establecimiento del Virreinato de Nueva España en América del Norte en 1535, y se le denominó así para diferenciarlo de los gobiernos pretoriales, como por ejemplo las capitanías generales de Cuba, Guatemala o Yucatán; gobiernos de categoría especial cómo Tlaxcala y de los gobiernos dependientes como las Californias, Nuevo México, Texas y, por un tiempo, la Nueva Galicia.
Al Superior Gobierno competían los ramos de gobierno, vicepatronato, hacienda, milicia y justicia los cuales eran desempeñados en teoría por el virrey (gobierno político) cómo vice patrono de la Iglesia, superintendente de la Real Hacienda, capitán general de la Nueva España y presidente de la Real Audiencia de México respectivamente, aunque de hecho, era el mismo virrey quien delegaba gran parte de estas ocupaciones en ministros de su confianza.

## El territorio
A diferencia de lo que la historia ha manifestado, el Superior Gobierno (o Gobierno Virreinal) no abarcaba en su totalidad el territorio del virreinato norteamericano, sino que únicamente se extendía por el territorio del arzobispado y los obispados de México, Tlaxcala residente en los Ángeles, Valladolid, y Antequera de Oaxaca, limitado al norte por el Obispado de Guadalajara y por el Sur por los de Mérida y Guatemala. Las provincias del mar Caribe y las Filipinas quedaban fuera a su vez del control directo de México.
Sin embargo, hubo casos en que el Superior Gobierno ejerció su dominio directo fuera de estos límites, tal fue el caso de la provincia novogallega de Nombre de Dios y en otros casos, se limitó a ejercer el poder militar como en las provincias de California, Baja California Sur) y el Gobierno Militar de San Luis de Colotlán, intentando imponerse incluso al mismo gobernador de Nueva Galicia, lo que llevó a interminables disputas entre Guadalajara y México hasta la implantación de la Real Ordenanza de Intendentes de 1786.
En 1786, el Superior Gobierno continuaba ejerciendo sus funciones tal y cómo le habían sido legadas, aunque la Real Ordenanza de Intendentes limitó el territorio abarcado por su autoridad, por ejemplo:
- En el Gobierno Político, el virrey ya solo tenía poder sobre el territorio de la Intendencia de México y desempeñó además el cargo de corregidor de la dicha Capital.
- Como vicepatrono de la Iglesia se vio igualmente reducido a la Intendencia de México, pues la Ordenanza de 1786 hacía depender el vicepatronato de cada uno de los intendentes; el tema del vicepatronato en las provincias que dependía del Superior Gobierno sigue siendo un tema falto de estudio en México.
- Como superintendente de la Real Hacienda ejerció su dominio en los territorios de las audiencias de Guadalajara y México. Aunque en las intendencias, los titulares ejercían el control de la Hacienda Real de sus provincias.
- Como capitán general, su poder se vio reducido en la Nueva España a la Intendencia mexiquense, pero se desempeñó cómo máxima autoridad militar en las Californias, Provincias Internas y Gobierno Militar de San Luis de Colotlán, este último, anexado a la Intendencia de Guadalajara a principios del siglo XIX; y los Departamentos Marítimos de San Blas, Mazatlán, Acapulco y la Nueva Vera Cruz.
- En el ramo de justicia, siguió desempeñándose como presidente de la Real Audiencia de México.

Con el tiempo, el Superior Gobierno fue decreciendo en autoridad, hasta verificarse su desaparición en 1812, y de nueva cuenta en 1820, gracias a la constitución gaditana que abolía los virreinatos americanos, convirtiendo la figura del virrey en un Jefe Político Superior y capitán general de su provincia inmediata, es decir, de la Intendencia de México.
El posterior proceso de centralización en el naciente México, llevó a la acuñación de la nueva denominación de Supremo Gobierno, que hacia referencia a la supremacía de la Ciudad de México del resto de los estados integrantes de la federación.